# Universidad Camilo José Cela

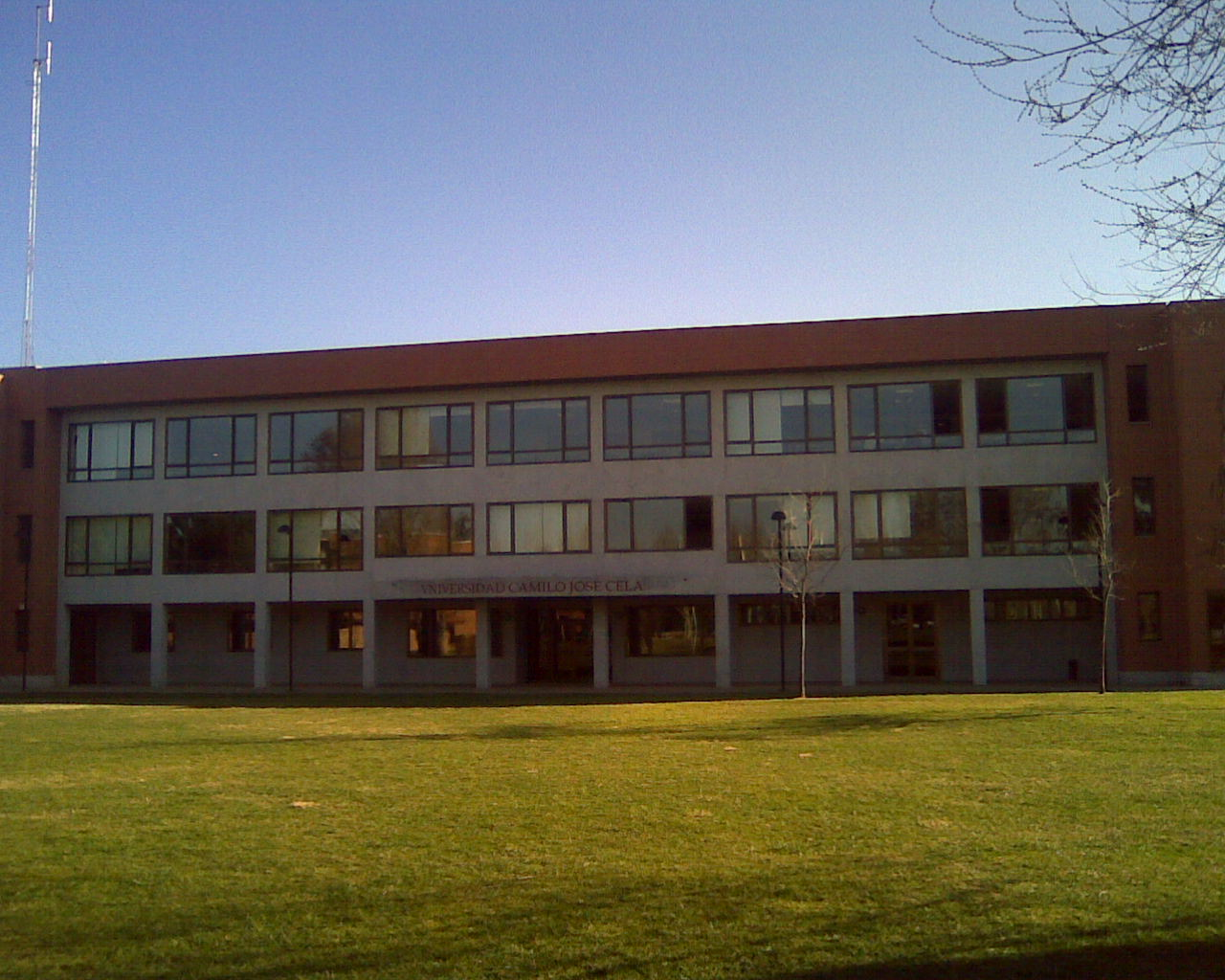
Universidad Camilo José Cela (Madrid)

Die Universidad Camilo José Cela ist eine private Hochschule in Madrid. Sie wurde im Jahr 2000 gegründet und trägt den Namen des spanischen Schriftstellers Camilo José Cela. 
Die Hochschule hat drei Campus im Großraum Madrid. 
Es gibt 8.060 Studierende, davon 3.078 der ersten und zweiten Studienstufe und 4.982 der dritten.